# Styrax argentifolius
Styrax argentifolius là một loài thực vật có hoa trong họ Bồ đề. Loài này được H.L. Li miêu tả khoa học đầu tiên năm 1943.